# Молодёжный театр Эстонии
Молодёжный театр Эстонии (эст. Eesti Noorsooteater), ранее Государственный кукольный театр ЭССР (эст. ENSV Riiklik Nukuteater), Кукольный театр Эстонии (эст. Eesti Nukuteater), Кукольный и молодёжный театр Эстонии (эст. Eesti Nuku- ja Noorsooteater), театр NUKU (эст. NUKU teater) — единственный в Эстонии профессиональный государственный кукольный и визуальный театр. Основан в 1952 году. 
Театр работает в историческом здании Старого города, построенном в 1904—1907 годах и внесённом в Государственный регистр памятников культуры Эстонии. Он является своеобразным центром театрального искусства, к которому также относятся открытый в 2010 году Музей кукольного театра и действующий с 2006 года международный фестиваль визуального театра «Tallinn Treff».
В репертуар театра входят кукольные и визуальные театральные постановки, а также устные постановки, предназначенные для зрителей всех возрастов. Помимо постановок, в которых используются современные визуальные театральные приёмы, в репертуаре есть и традиционные кукольные спектакли. В творческой группе театра 19 актёров, численность работников коллектива по состоянию на 30 июня 2024 года  — 117 человек.
Директор театра — Лейно Рей, художественный руководитель — Мирко Раяс, главный художник — Розита Рауд.

## История театра

### В Советской Эстонии
Молодёжный театр Эстонии был открыт 7 марта 1952 года как Государственный кукольный театр Эстонской ССР. Инициатором его создания был кукольник и постановщик, народный артист ЭССР Фердинанд Вейке, который работал в качестве его художественного руководителя почти 30 лет.
В советское время в репертуаре театра были инсценировки детских сказок и рассказов, а также кукольные пьесы эстонских детских писателей (Уно Лейеса, Юхана Кангиласки, Ико Марана, Эллен Нийт, Эно Рауда) — всего около 130 произведений. Театр участвовал во всесоюзных и международных фестивалях, в частности:
- в 1958 году в Москве со спектаклями «Хитрый Антс и Сатана», «Школа снежинок»;
- в 1962 году в Москве — «Плавание Калевипоэга на край света», «Буратино летит на Луну»;
- в 1960 году в Бухаресте — «Волк и семеро козлят»,
- в 1974 году в Магдебурге — «Красная шапочка»;
- в 1976 году в Москве и Магдебурге — «Маленький Иллимар»;
- в 1977 году в Швеции — «Маленький Иллимар», «Принцесса и эхо»;
- в 1979 году в Магдебурге — «Мальчик-оленёнок»[4].

Театр гастролировал в Финляндии и в ФРГ.
В 1963 году в театр пришел работать Рейн Агур, окончивший Ленинградский институт театра, музыки и кинематографии по специальности «кукольник». В конце 1960-х годов он стал новатором жанра кукольного театра, создав открытую манеру игры (спектакли без ширмы, где актёры выступают в образах людей и с куклами). В 1981 году Рейн Агур стал главным режиссёром театра. В репертуаре постоянно экспериментирующего театра появились обработки Шекспира, Тугласа и эстонских народных песен, их также стали играть и для взрослых. 

### В Эстонской республике
В 1993 году художественным руководителем театра стал Ээро Сприйт, который попытался соединить в театре элементы драмы и кукол. В 1999 году то же направление в театре продолжил и Эвальд Хермакюла. В 2000 году директором театра стал Меэлис Пай, художественным руководителем — Андрес Двинянинов. Их целью стало создание качественного детского и юношеского театра, ставящего как кукольные, так и драматические постановки.

Барельеф и мемориальная доска Фердинанда Вейке, установлены в 2005 году на стене здания театра

Осенью 2002 года в Высшей драматической школе Эстонской академии музыки и театра начала обучение первая группа будущих магистрантов по специальности «искусство кукольного театра». Одновременно с этим был обновлён творческий и административный состав Кукольного театра и отремонтировано здание театра. Кукольный театр Эстонии вновь стал получать признание на международных фестивалях. В 2006 году открылась новая большая площадка — двор театра накрыли крышей, и под нею образовался зал вместимостью более 600 человек. В те годы театр носил название Эстонский кукольный и молодёжный театр, что отражало стремление театра уделять больше внимания постановке кукольных спектаклей, ориентированных на взрослых, и мюзиклов, популярных среди молодежи.
В 2007 году театр направил в Академию изящных искусств в Турку для получения профессионального театрального образования кукол семерых молодых человек. В 2011 году они начали работать в театре в качестве актёров и режиссёров. В том же году художественным руководителем театра стал Вахур Келлер. В 2010 году было расширено здание по адресу улица Нунне 8, где начали работать центр кукольного искусства и музей, объединённые под общим названием NUKU.
В начале 2013 года было создано целевое учреждение NUKU, и с мая того же года театром стал руководить Йоонас Тарту. Под началом новых художественных руководителей — Таави Тыниссона в 2013—2017 годах и Мирко Раяса с мая 2017 года — основной художественной задачей театра стало рассказывать трогательные истории, используя современные кукольные, предметные, изобразительные и словесные театральные средства выразительности.
К 2020 году кукольный театр превратился прежде всего в театр юного зрителя, в репертуаре которого есть разнообразные визуальные театральные постановки, в том числе и кукольные. В связи с этим было решено отказаться от названия NUKU и продолжить работу под названием Эстонский молодёжный театр, которое более точно характеризует деятельность театра и его планы на будущее. При создании спектаклей большое внимание уделяется их визуальной стороне, которая может складываться из элементов разных театров и видов искусства (физический театр, кукольный театр, театр предмета, использование мультимедиа, музыки, изобразительного искусства и др.).
История эстонского кукольного театра, его репертуар с 1952 по 2016 год и история зданий по улице Лай 1 и 3 подробно изложены в книге Эйке Вярк «65 лет профессионального кукольного театра Эстонии. История и хроники», изданной на эстонском языке в 2004 году.

## Здание театра

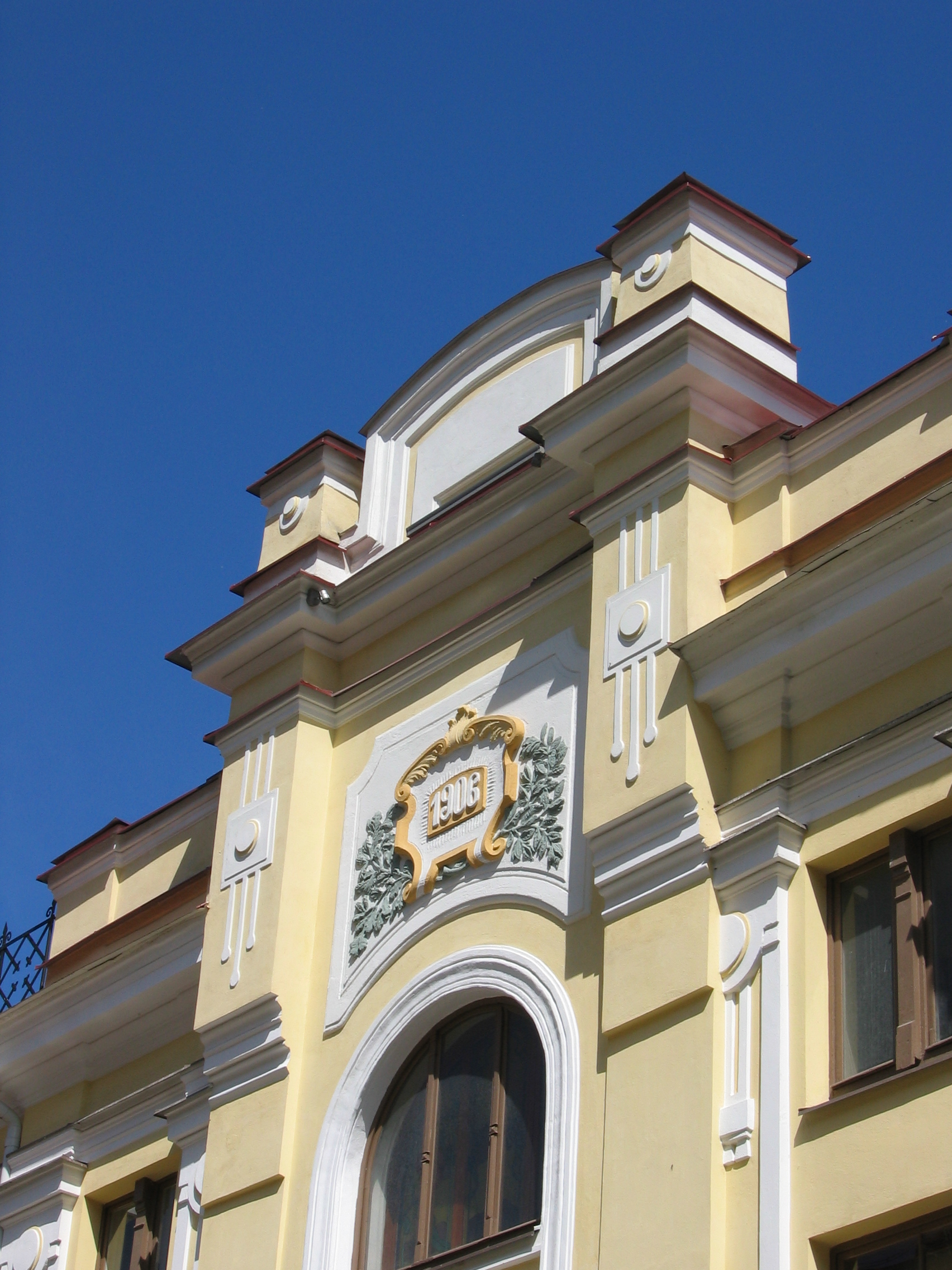
Фрагмент фасада здания, выходящего на улицу Нунне

Здание театра по адресу ул. Лай 1 / Нунне 4 в 1995 году было внесено в Государственный регистр памятников культуры Эстонии как памятник архитектуры. Здание расположено на углу улиц Лай и Нунне, главный фасад выходит на улицу Лай. Представляет собой трёх- и частично четырёхэтажное каменное здание с подвалом и мансардой, с чёткой планировкой, просторными и празднично оформленными помещениями, холлами и лестничными клетками. В здании есть две каменные лестницы и одна так называемая открытая лестница. Во внутренней и внешней отделке  широко используются декоративные элементы в стиле модерн и историзм (фронтоны, карнизы, пилястры). На фасаде со стороны улицы Лай по образцу одной из сохранившихся оригинальных решёток восстановлены кованые оконные решётки на третьем этаже, а также металлический снегозаборник и филёнчатая входная дверь для персонала со стороны улицы Лай. Здании имеет большой двор со входом с улицы Нунне.

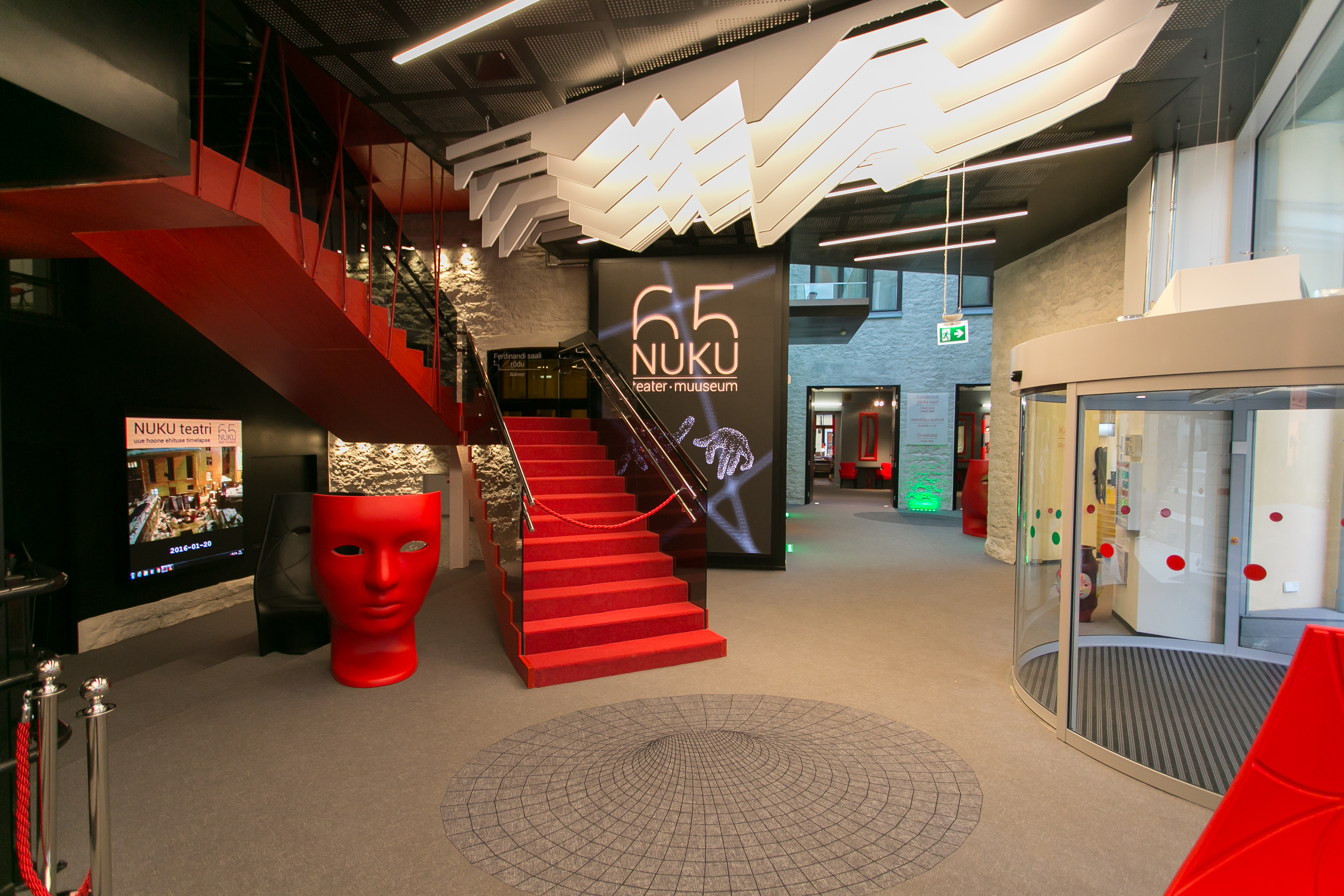
Фойе Молодёжного театра и Музея кукольного театра

Первые постройки на месте нынешнего театра появились в XV веке, когда в 1491 году здесь располагался трактир «Бранденбург». В XVI—XVIII веках упоминается существование на этом месте трёх каменных амбаров. К 1765 году на практически пустой площади был построен скромный двухэтажный дом с фасадом в стиле классицизма. В 1809—1902 годах в нём работал первый в Ревеле профессиональный театр. Здание было перестроено по проекту архитектора Г. Хеннингена (G. Henningen) и представляло собой образец стиля старого классицизма. В 1809 году Карл Людвиг Энгель разработал дизайн интерьера театра. В 1855 году здание театра сгорело, в 1859—1860 годах оно было восстановлено под руководством архитектора Рудольфа Кнюпфера. В 1904 году в здании случился ещё один пожар. Сохранившееся до настоящего времени здание, имеющее два регистровых номера (ул. Лай 1/3 и ул. Нунне 4/6), но архитектурно являющееся одним строением, было возведено в 1904—1907 годах по проекту архитектора Николая Тамма для Ревельского дворянского общества. В здании также располагалось Ревельское благотворительное общество. В 1964 году в здании опять случился пожар, уничтоживший убранство помещения, которое сейчас используется как большой зал. Лестничные клетки, первый этаж и подвальные помещения здания были отремонтированы и отреставрированы в 1990-е годы. В 2000—2001 годах был составлен проект реконструкции большого зала здания и использования мансарды. В ноябре 2016 года была открыта пристройка между театром и музеем, сердцем которой является театральный зал на 400 мест под названием «Зал Фердинанда». 
При инспектировании 5 октября 2021 года состояние здания было признано хорошим.